# Acacia prosopoma
Acacia prosopoma é uma espécie de leguminosa do gênero Acacia, pertencente à família Fabaceae.